# خار (فیلم ۲۰۰۲)
خار (به هندی: Kaante) فیلمی محصول سال ۲۰۰۲ و به کارگردانی سانجی گوپتا است. در این فیلم بازیگرانی همچون آمیتاب باچان، سانجی دات، سونیل شتی، ماهش مانجرکار، مالایکا آرورا خان، راتی آگنیهوتری، ایشا کوپیکار، گلشن گروور ایفای نقش کرده‌اند.